# نصف قطر الأرض
نصف قطر الأرض (بالإنجليزية: Earth radius) هو المسافة من مركز الأرض إلى نقطة على سطحها. وتتراوح قيمته بين ما يقرب من 6,378 كـم (3,963 ميل) بحد أقصى عند خط الاستواء إلى ما يقرب من 6,357 كـم (3,950 ميل) كحد أدنى في أي من القطبين. يُستخدم نصف قطر الأرض الاسمي أحيانًا كوحدة قياس في علم الفلك والجيوفيزياء، ويُشار إليها في علم الفلك بالرمز R🜨. في سياقات أخرى، يتم الإشارة إليه {\displaystyle R_{E}} أو في بعض الأحيان {\displaystyle {\mathcal {R}}_{\mathrm {eE} }^{\mathrm {N} }}. إن التعريف المبكر للمتر بحيث تكون المسافة من خط الاستواء إلى القطب على طول المحيط 10000 كم يعطي نصف قطر يبلغ حوالي 6367 كم وهو قريب من منتصف المسافة بين الحد الأدنى والحد الأقصى. ومع ذلك، يعتبر «المتوسط» الأفضل عادةً هو 6,371 كم مع تباين 0.3٪ (+/- 10 كم) للأسباب التالية.
الأرض ليست كرة مثالية ولكنها تقريبًا كروية مفلطحة (شكل بيضاوي يدور حول محوره الصغير) بنصف قطر أكبر عند خط الاستواء منه عند القطبين. عندما يتم تحديد نصف قطر واحد فقط، يفضل الاتحاد الفلكي الدولي (IAU) أن يكون نصف القطر الاستوائي. يوصي الاتحاد الدولي للجيوديسيا والجيوفيزياء (IUGG) بثلاث قيم: المتوسط الحسابي (R 1) لنصف القطر المقاس عند نقطتي خط استواء وقطب؛ نصف القطر الذاتي، وهو نصف قطر كرة لها نفس مساحة السطح (R 2)؛ ونصف القطر الحجمي، وهو نصف قطر كرة لها نفس حجم الشكل الإهليلجي (R 3). جميع القيم الثلاث تبلغ حوالي 6,371 كيلومتر (3,959 ميل).
هناك العديد من الطرق الأخرى لتحديد وقياس نصف قطر الأرض. يظهر البعض أدناه. تنتج بعض التعريفات قيمًا خارج النطاق بين نصف القطر القطبي ونصف القطر الاستوائي لأنها تتضمن طوبولوجيا محلية أو جيويدية أو لأنها تعتمد على اعتبارات هندسية مجردة.
يمكن تعريف الأرض بأنّها عبارة عن مجسم بيضاوي الشكل تتكوّن من قطر كامل يتراوح طولهُ 12,742 كم، ونصف القطر 6,371 كم، وتعتبر الأرض أكبر الكواكب الصخرية في النظام الشمسي من ناحية القطر والكتلة والكثافة، وهناك أقطار تمّ قياسها من مناطق مختلفة وهي:
- نصف القطر الاستوائي: 6,378.1370 كم [3]
- نصف القطر القطبي: 6,356.7523 كم[1]

## المقدمة

رسم تخطيطي لمدى انحراف الشكل الإهليلجي المرجعي IERS لعام 2003، مع الشمال في الأعلى. المنطقة الزرقاء الفاتحة عبارة عن دائرة. الحافة الخارجية للخط الأزرق الداكن عبارة عن قطع ناقص له نفس المحور الثانوي للدائرة ونفس الانحراف مثل الأرض. يمثل الخط الأحمر خط كرمان 100 km فوق مستوى سطح البحر، بينما تشير المنطقة الصفراء إلى مدى ارتفاع محطة الفضاء الدولية في مدار أرضي منخفض.

يتسبب دوران الأرض وتغيرات الكثافة الداخلية وقوى المد والجزر الخارجية في انحراف شكلها بشكل منهجي عن الكرة المثالية. تزيد التضاريس المحلية التباين، مما يؤدي إلى سطح من التعقيد العميق. يجب أن تكون أوصافنا لسطح الأرض أبسط من الواقع حتى يمكن تتبعها. ومن ثم، فإننا نخلق نماذج لتقريب خصائص سطح الأرض، بالاعتماد بشكل عام على أبسط نموذج يناسب الحاجة.
يتضمن كل نموذج شائع الاستخدام فكرة عن نصف القطر الهندسي. بالمعنى الدقيق للكلمة، المجالات هي المواد الصلبة الوحيدة التي لها أنصاف أقطار، ولكن الاستخدامات الأوسع لمصطلح نصف القطر شائعة في العديد من المجالات، بما في ذلك تلك التي تتعامل مع نماذج الأرض. فيما يلي قائمة جزئية لنماذج سطح الأرض، مرتبة من الدقيق إلى الأكثر تقريبية:
- سطح الأرض الفعلي.
- الجيود، مُعرَّفًا بمتوسط مستوى سطح البحر عند كل نقطة على السطح الحقيقي.
- جسم كروي، يُطلق عليه أيضًا الشكل الإهليلجي للثورة، مركزية الأرض لنمذجة الأرض بأكملها، أو جيوديسي للعمل الإقليمي.
- كرة.

في حالة الجيويد والأشكال الإهليلجية، فإن المسافة الثابتة من أي نقطة في النموذج إلى المركز المحدد تسمى «نصف قطر الأرض» أو «نصف قطر الأرض عند تلك النقطة». من الشائع أيضًا الإشارة إلى أي نصف قطر متوسط لنموذج كروي على أنه «نصف قطر الأرض». من ناحية أخرى، عند النظر إلى سطح الأرض الحقيقي، من غير المألوف الإشارة إلى «نصف قطر»، حيث لا توجد حاجة عملية بشكل عام. بدلا من ذلك، فإن الارتفاع فوق أو تحت مستوى سطح البحر مفيد.
بغض النظر عن النموذج، يقع أي نصف قطر بين الحد الأدنى القطبي البالغ حوالي 6,357 كم والحد الأقصى الاستوائي حوالي 6,378 كم (3950 إلى 3963 ميل). ومن ثم، فإن الأرض تنحرف عن الكرة الكاملة بنسبة ثلث بالمائة فقط، مما يدعم النموذج الكروي في معظم السياقات ويبرر مصطلح «نصف قطر الأرض». بينما تختلف القيم المحددة، فإن المفاهيم الواردة في هذه المقالة تعمم على أي كوكب رئيسي.

### فيزياء تشوه الأرض
يتسبب دوران الكوكب في تقريبه من شكل إهليلجي / كروي مفلطح مع انتفاخ عند خط الاستواء والتسطيح عند القطبين الشمالي والجنوبي، بحيث يكون نصف القطر الاستوائي a أكبر من نصف القطر القطبي b بمقدار aq تقريبًا. يتم إعطاء ثابت الانحراف q بواسطة العلاقة التالية:
{\displaystyle q={\frac {a^{3}\omega ^{2}}{GM}}\,,}
حيث ω هو التردد الزاوي، وG هو ثابت الجاذبية، وM نسبة كتلة الكوكب. لكتلة الأرض
وبالنسبة للأرض، فإن:
1q ≈ 289
وهو قريب من القيمة العكسية المقاسة:
1f ≈ 298.257
كما يظهر الانتفاخ عند خط الاستواء اختلافات بطيئة. كان الانتفاخ يتناقص، ولكن منذ عام 1998 لوحظ أن الانتفاخ قد ازداد، ربما بسبب إعادة توزيع كتلة المحيطات من خلال التيارات.
يؤدي التباين في الكثافة وسمك القشرة إلى اختلاف الجاذبية عبر السطح وفي الوقت المناسب، بحيث يختلف متوسط مستوى سطح البحر عن الشكل الإهليلجي. هذا الاختلاف هو ارتفاع الجيود، موجب فوق أو خارج الشكل الإهليلجي، سالب أسفل أو داخل. اختلاف ارتفاع الجيود أقل من 110 متر (360 قدم) على الأرض. يمكن أن يتغير ارتفاع الجيود فجأة بسبب الزلازل (مثل زلزال سومطرة أندامان) أو انخفاض الكتل الجليدية (مثل جرينلاند).
ولا تنشأ كل التشوهات داخل الأرض، فيمكن أن يتسبب الجذب الثقالي من القمر أو الشمس في تغير سطح الأرض عند نقطة معينة بمقدار أعشار المتر خلال فترة 12 ساعة تقريبًا (انظر المد الأرضي).

### نصف القطر والظروف المحلية

طريقة البيروني (973-1048) لحساب نصف قطر الأرض تبسيط قياس المحيط مقارنة بأخذ القياسات من موقعين بعيدين عن بعضهما البعض.

نظرًا للتأثيرات المحلية والعابرة على ارتفاع السطح، فإن القيم المحددة أدناه تستند إلى نموذج «الغرض العام»، والذي تم تنقيحه عالميًا بأكبر قدر ممكن من الدقة في غضون 5 متر (16 قدم) من الارتفاع الإهليلجي المرجعي، وفي حدود 100 متر (330 قدم) من متوسط مستوى سطح البحر (مع إهمال ارتفاع الجيود).
بالإضافة إلى ذلك، يمكن تقدير نصف القطر من انحناء الأرض عند نقطة ما. مثل الطارة، يكون الانحناء عند نقطة ما أكبر (أضيق) في اتجاه واحد (شمال - جنوب على الأرض) والأصغر (مسطحًا) بشكل عمودي (شرق - غرب). يعتمد نصف قطر الانحناء المقابل على موقع واتجاه القياس من تلك النقطة. والنتيجة هي أن المسافة إلى الأفق الحقيقي عند خط الاستواء أقصر قليلاً في الاتجاه الشمالي / الجنوبي منها في الاتجاه الشرقي الغربي.
باختصار، تمنع الاختلافات المحلية في التضاريس تحديد نصف قطر «دقيق» واحد. يمكن للمرء أن يتبنى نموذجًا مثاليًا فقط. منذ تقدير إراتوستينس، تم إنشاء العديد من النماذج. تاريخياً، كانت هذه النماذج تعتمد على التضاريس الإقليمية، مما يعطي أفضل مرجع إهليلجي للمنطقة قيد المسح. مع اكتساب الاستشعار عن بعد بالأقمار الصناعية وخاصة نظام تحديد المواقع العالمي أهمية، تم تطوير نماذج عالمية حقيقية، على الرغم من أنها ليست دقيقة للعمل الإقليمي، إلا أنها تقترب بشكل أفضل من الأرض ككل.

## نصف قطر ثابت
تم اشتقاق أنصاف الأقطار التالية من النظام الجيوديسي العالمي 1984 (WGS-84) الإهليلجي القياسي. الشكل البيضاوي القياسي هو سطح مثالي، وقياسات الأرض المستخدمة لحسابه بها درجة عدم يقين تبلغ ± 2 م. في كلا البعدين الاستوائي والقطبي. قد تكون التناقضات الإضافية الناتجة عن التباين الأوروغرافي في مواقع محددة كبيرة. عند تحديد موقع موقع يمكن ملاحظته، قد لا يؤدي استخدام قيم أكثر دقة لأنصاف أقطار WGS-84 إلى تحسن مماثل في الدقة.
يتم تحديد قيمة نصف القطر الاستوائي لأقرب 0.1 م في WGS-84. تم تقريب قيمة نصف القطر القطبي في هذا القسم إلى أقرب 0.1 م، والتي من المتوقع أن تكون مناسبة لمعظم الاستخدامات. الرجوع إلى WGS-84 الإهليلجي إذا كانت هناك حاجة إلى قيمة أكثر دقة لنصف قطرها القطبي.
يتم استخدام الرمز المعطى لنصف القطر المسمى في الصيغ الموجودة في هذه المقالة.

### نصف القطر الاستوائي
نصف قطر الأرض الاستوائي a، أو المحور شبه الرئيسي، هو المسافة من مركزها إلى خط الاستواء وتساوي 6,378.1370 كيلومتر (3,963.1906 ميل). غالبًا ما يستخدم نصف القطر الاستوائي لمقارنة الأرض بالكواكب الأخرى.

### نصف القطر القطبي
نصف القطر القطبي للأرض b، أو المحور شبه الصغير، هو المسافة من مركزها إلى القطبين الشمالي والجنوبي، وتساوي 6,356.7523 كيلومتر (3,949.9028 ميل).

## نصف القطر المعتمد على الموقع

### نصف قطر مركزية الأرض
المسافة من مركز الأرض إلى نقطة على سطح كروي عند خط العرض الجيوديسي φ هي:
{\displaystyle R(\varphi )={\sqrt {\frac {(a^{2}\cos \varphi )^{2}+(b^{2}\sin \varphi )^{2}}{(a\cos \varphi )^{2}+(b\sin \varphi )^{2}}}}}
حيث a وb هما، على التوالي، نصف القطر الاستوائي ونصف القطر القطبي.

#### التطرف الجيوفيزيائي
- الحد الأقصى: قمة شيمبورازو هي 6,384.4 كيلومتر (3,967.1 ميل) من مركز الأرض.
- الحد الأدنى: يبلغ قاع المحيط المتجمد الشمالي حوالي 6,352.8 كيلومتر (3,947.4 ميل) من مركز الأرض.[10]

### نصف قطر الانحناء

#### الأقسام الرئيسية
هناك نوعان من أنصاف الأقطار الرئيسية للانحناء: على طول المقاطع العادية الرأسية والخطية. الانحناءات هي جذور المعادلة (125) في:
{\displaystyle (EG-F^{2})\,\kappa ^{2}-(eG+gE-2fF)\,\kappa +(eg-f^{2})=0=\det(A-\kappa \,B),}
حيث في الشكل الأساسي الأول للسطح (المعادلة (112) في ):
{\displaystyle ds^{2}=\sum _{ij}a_{ij}dw^{i}dw^{j}=E\,d\varphi ^{2}+2F\,d\varphi \,d\lambda +G\,d\lambda ^{2},}
E وF وG عناصر من موتر متري:
{\displaystyle A=a_{ij}=\sum _{\nu }{\frac {\partial r^{\nu }}{\partial w^{i}}}{\frac {\partial r^{\nu }}{\partial w^{j}}}=\left[{\begin{array}{ll}E&F\\F&G\end{array}}\right],}
{\displaystyle r=[r^{1},r^{2},r^{3}]^{T}=[x,y,z]^{T}} و{\displaystyle w^{1}=\varphi } و{\displaystyle w^{2}=\lambda ,}
في الشكل الأساسي الثاني للسطح (المعادلة (123) في ):
{\displaystyle 2D=\sum _{ij}b_{ij}dw^{i}dw^{j}=e\,d\varphi ^{2}+2f\,d\varphi \,d\lambda +g\,d\lambda ^{2},}
e وf وg عناصر من موتر الشكل:
{\displaystyle B=b_{ij}=\sum _{\nu }n^{\nu }{\frac {\partial ^{2}r^{\nu }}{\partial w^{i}\partial w^{j}}}=\left[{\begin{array}{ll}e&f\\f&g\end{array}}\right],}
{\displaystyle n={\frac {N}{|N|}}} هل الوحدة طبيعية على السطح عند {\displaystyle r} وبسبب {\displaystyle {\frac {\partial r}{\partial \varphi }}} و{\displaystyle {\frac {\partial r}{\partial \lambda }}} هي الظلال على السطح،
{\displaystyle N={\frac {\partial r}{\partial \varphi }}\times {\frac {\partial r}{\partial \lambda }}}
أمر طبيعي للسطح عند {\displaystyle r}.
مع {\displaystyle F=f=0} بالنسبة إلى شكل كروي مفلطح، تكون الانحناءات
{\displaystyle \kappa _{1}={\frac {g}{G}}} و{\displaystyle \kappa _{2}={\frac {e}{E}}\,,}
ونصف قطر الانحناء
{\displaystyle R_{1}={\frac {1}{\kappa _{1}}}} و{\displaystyle R_{2}={\frac {1}{\kappa _{2}}}.}
هندسيًا، يعطي الشكل الأساسي الثاني المسافة من {\displaystyle r+dr} المماس للطائرة عند {\displaystyle r}.

#### خط الطول
على وجه الخصوص، نصف قطر انحناء الأرض في خط الطول (الشمال والجنوب) عند φ هو:
{\displaystyle M(\varphi )=R_{1}={\frac {(ab)^{2}}{{\big (}(a\cos \varphi )^{2}+(b\sin \varphi )^{2}{\big )}^{\frac {3}{2}}}}={\frac {a(1-e^{2})}{(1-e^{2}\sin ^{2}\varphi )^{\frac {3}{2}}}}={\frac {1-e^{2}}{a^{2}}}N(\varphi )^{3}\,.}
حيث {\displaystyle e} هو شذوذ الأرض. هذا هو نصف القطر الذي قاسه إراتوستينس.

#### أول السموت
إذا ظهرت إحدى النقاط شرق الأخرى، فسيجد المرء الانحناء التقريبي في اتجاه الشرق والغرب.
تعرف نصف قطر انحناء أول السموت للأرض بأنها عمودية على M عند خط العرض الجيوديسي φ هو:
{\displaystyle N(\varphi )=R_{2}={\frac {a^{2}}{\sqrt {(a\cos \varphi )^{2}+(b\sin \varphi )^{2}}}}={\frac {a}{\sqrt {1-e^{2}\sin ^{2}\varphi }}}\,.}
عند خط الاستواء N = R يعطي BR Bowring  دليلًا هندسيًا على أن هذه هي المسافة العمودية من السطح إلى المحور القطبي.

ثلاثة أنصاف أقطار مختلفة كدالة لخط عرض الأرض. R هو نصف قطر مركزية الأرض ؛ M هو نصف قطر الزوال للانحناء ؛ وN هو نصف القطر الرأسي الأولي للانحناء.

#### قيم خاصة
يساوي نصف قطر الزوال للانحناء عند خط الاستواء مستقيم خط الطول شبه العريض:
b2a= 6,335.439 km

نصف قطر الأرض القطبي للانحناء هو:
a2b= 6,399.594 km
اتجاهي
يُشتق نصف قطر انحناء الأرض على طول مسار عند السمت (يقاس في اتجاه عقارب الساعة من الشمال) α عند φ من صيغة انحناء أويلر على النحو التالي: :97
{\displaystyle R_{\mathrm {c} }={\frac {1}{{\dfrac {\cos ^{2}\alpha }{M}}+{\dfrac {\sin ^{2}\alpha }{N}}}}\,.}

#### مجموعات
من الممكن الجمع بين أنصاف الأقطار الرئيسية للانحناء أعلاه بطريقة غير اتجاهية.
الانحناء الغاوسي هو {\displaystyle K=\kappa _{1}\,\kappa _{2}={\frac {\det \,B}{\det \,A}}}. نصف قطر انحناء الأرض الغاوسي عند خط العرض φ هو:
{\displaystyle R_{\mathrm {a} }(\varphi )={\frac {1}{\sqrt {K}}}={\frac {1}{2\pi }}\int _{0}^{2\pi }R_{\mathrm {c} }(\alpha )\,d\alpha \,={\sqrt {MN}}={\frac {a^{2}b}{(a\cos \varphi )^{2}+(b\sin \varphi )^{2}}}={\frac {a{\sqrt {1-e^{2}}}}{1-e^{2}\sin ^{2}\varphi }}\,.}
متوسط نصف قطر الأرض للانحناء عند خط العرض φ هو: :97
{\displaystyle R_{\mathrm {m} }={\frac {2}{{\dfrac {1}{M}}+{\dfrac {1}{N}}}}\,\!}

## متوسط نصف القطر العالمي
يمكن تشكيل الأرض على شكل كرة بعدة طرق. يصف هذا القسم الطرق الشائعة. تستخدم أنصاف الأقطار المختلفة المشتقة هنا الترميز والأبعاد المذكورة أعلاه للأرض كما اشتقت من WGS-84 الإهليلجي؛  وهي
a = Equatorial radius (6378.1370)
b = Polar radius (6356.7523)
الكرة هي تقريب إجمالي للكرة الكروية، والتي هي في حد ذاتها تقريب للجيود، يتم إعطاء الوحدات هنا بالكيلومترات بدلاً من دقة المليمتر المناسبة للجيوديسيا.

### نصف قطرها

خط الاستواء (أ) والقطبي (ب) ومتوسط نصف قطر الأرض على النحو المحدد في مراجعة النظام الجيوديسي العالمي لعام 1984 (وليس القياس)

في الجيوفيزياء، يحدد الاتحاد الدولي للجيوديسيا والجيوفيزياء (IUGG) متوسط نصف القطر (المشار إليه R1) ليكون 
{\displaystyle R_{1}={\frac {2a+b}{3}}\,\!}
بالنسبة للأرض، متوسط نصف القطر هو 6,371.0088 كيلومتر (3,958.7613 ميل).
في علم الفلك، يشير الاتحاد الفلكي الدولي إلى نصف قطر الأرض الاستوائي الاسمي {\displaystyle {\mathcal {R}}_{\mathrm {eE} }^{\mathrm {N} }}، والتي تم تعريفها على أنها 6,378.1 كيلومتر (3,963.2 ميل). :3 يتم تعريف نصف قطر الأرض القطبي الاسمي على أنه {\displaystyle {\mathcal {R}}_{\mathrm {pE} }^{\mathrm {N} }} = 6,356.8 كيلومتر (3,949.9 ميل). تتوافق هذه القيم مع نصف قطر المد والجزر. يستخدم نصف القطر الاستوائي تقليديًا كقيمة اسمية ما لم يكن نصف القطر القطبي مطلوبًا بشكل صريح. :4

### نصف قطر تلقائي
نصف قطر الأرض ذاتيًا («المنطقة المتساوية») هو نصف قطر الكرة الافتراضية المثالية التي لها نفس مساحة السطح مثل الشكل الإهليلجي المرجعي. يشير IUGG إلى نصف القطر الذاتي كـ R2.
يوجد حل مغلق الشكل لكروي:
{\displaystyle R_{2}={\sqrt {\frac {a^{2}+{\frac {b^{2}}{e}}\ln {\left({\frac {1+e}{b/a}}\right)}}{2}}}={\sqrt {{\frac {a^{2}}{2}}+{\frac {b^{2}}{2}}{\frac {\tanh ^{-1}e}{e}}}}={\sqrt {\frac {A}{4\pi }}}\,,}
حيث e2 = a2 − b2a2 وA هي مساحة سطح كروي.
بالنسبة للأرض، يبلغ نصف القطر 6,371.0072 كيلومتر (3,958.7603 ميل).

### نصف القطر الحجمي
يتم تحديد نموذج كروي آخر من خلال نصف القطر الحجمي، وهو نصف قطر كرة حجم يساوي الشكل الإهليلجي. يشير IUGG إلى نصف القطر الحجمي كـ R3.
{\displaystyle R_{3}={\sqrt[{3}]{a^{2}b}}\,.}
بالنسبة للأرض، نصف القطر الحجمي يساوي 6,371.0008 كيلومتر (3,958.7564 ميل).

### تصحيح نصف القطر
متوسط نصف القطر الآخر هو نصف القطر المعدل، مما يعطي كرة بمحيط يساوي محيط القطع الناقص الموصوف في أي مقطع عرضي قطبي للقطع الناقص. يتطلب هذا تكاملًا بيضاويًا لإيجاده، بالنظر إلى نصف القطر القطبي والاستوائي:
{\displaystyle M_{\mathrm {r} }={\frac {2}{\pi }}\int _{0}^{\frac {\pi }{2}}{\sqrt {{a^{2}}\cos ^{2}\varphi +{b^{2}}\sin ^{2}\varphi }}\,d\varphi \,.}
يساوي نصف قطر التصحيح متوسط الطول، والذي يُعرَّف بأنه متوسط قيمة M :
{\displaystyle M_{\mathrm {r} }={\frac {2}{\pi }}\int _{0}^{\frac {\pi }{2}}\!M(\varphi )\,d\varphi \,.}
لحدود التكامل [0،π2 ]، تكاملات تصحيح نصف القطر ومتوسط نصف القطر يتم تقييمها لنفس النتيجة، والتي، بالنسبة للأرض، تبلغ 6,367.4491 كيلومتر (3,956.5494 ميل).
يتم تقريب متوسط الزوال جيدًا بواسطة المتوسط شبه التكعيبي للمحورين،{\displaystyle M_{\mathrm {r} }\approx \left({\frac {a^{\frac {3}{2}}+b^{\frac {3}{2}}}{2}}\right)^{\frac {2}{3}}\,,}والتي تختلف عن النتيجة الدقيقة بأقل من 1 ميكرومتر (3.9×10−5 بوصة) ؛ متوسط المحورين،
{\displaystyle M_{\mathrm {r} }\approx {\frac {a+b}{2}}\,,}
حوالي 6,367.445 كيلومتر (3,956.547 ميل)، يمكن استخدامها أيضًا.

### يعني الانحناء
يتم تحديد الانحناء المتوسط في جميع الاتجاهات في جميع النقاط على السطح من خلال متوسط الانحناء الغاوسي المرجح
{\displaystyle R_{4}={\frac {1}{2}}\int _{-{\frac {\pi }{2}}}^{\frac {\pi }{2}}\!\cos \varphi \,R_{\mathrm {a} }(\varphi )\,d\varphi ={\frac {a}{2}}\,{\sqrt {{\frac {1}{e^{2}}}-1}}\,\ln {\frac {1+e}{1-e}}.}
بالنسبة إلى WGS 84 الناقص، متوسط الانحناء يساوي 6,370.994 كيلومتر (3,958.752 ميل).

### متوسط المسافة من المركز إلى السطح
تستند معظم أنصاف الأقطار العالمية على الشكل الإهليلجي المرجعي، والذي يقارب الجيود. ومع ذلك، ليس للجيود علاقة مباشرة بالتضاريس السطحية. حساب بديل متوسط الارتفاعات في كل مكان، مما يؤدي إلى متوسط نصف قطر 230 أكبر من IUGG يعني نصف القطر، نصف القطر الذاتي، أو نصف القطر الحجمي. هذا المتوسط هو 6,371.230 كيلومتر (3,958.899 ميل) مع عدم التيقن من 10 متر (33 قدم).

## الكرة المتذبذبة
إن أفضل تقريب كروي محلي للقطع الناقص في محيط نقطة معينة هو الكرة المتذبذبة. نصف قطرها يساوي نصف قطر الانحناء الغاوسي كما هو مذكور أعلاه، ويتزامن اتجاهها الشعاعي مع الاتجاه الطبيعي الإهليلجي. ينحرف مركز الكرة المتذبذبة عن مركز الشكل الإهليلجي، ولكنه يقع في مركز الانحناء للنقطة المحددة على السطح الإهليلجي. يساعد هذا المفهوم في تفسير قياسات انكسار الغشاء الراديوي للأرض والكواكب وفي بعض تطبيقات الملاحة والمراقبة.

## القيم المنشورة
يلخص هذا الجدول القيم المقبولة لنصف قطر الأرض.
| وكالة | وصف                                                         | القيمة (بالأمتار) | المرجع |
| ----- | ----------------------------------------------------------- | ----------------- | ------ |
| IAU   | الاسمي "المد والجزر" الاستوائية                             | 6378100           | [ 1 ]  |
| IAU   | الاسمي "صفر المد" القطبية                                   | 6356800           | [ 1 ]  |
| IUGG  | نصف القطر الاستوائي                                         | 6378137           | [ 2 ]  |
| IUGG  | المحور شبه الدقيق (ب)                                       | 6356752.3141      | [ 2 ]  |
| IUGG  | نصف القطر القطبي للانحناء (ج)                               | 6399593.6259      | [ 2 ]  |
| IUGG  | متوسط نصف القطر (R 1)                                       | 6371008.7714      | [ 2 ]  |
| IUGG  | نصف قطر الكرة من نفس السطح (R 2)                            | 6371007.1810      | [ 2 ]  |
| IUGG  | نصف قطر الكرة من نفس الحجم (R 3)                            | 6371000.7900      | [ 2 ]  |
| IERS  | WGS-84 الإهليلجي، المحور شبه الرئيسي (أ)                    | 6378137.0         | [ 7 ]  |
| IERS  | WGS-84 الإهليلجي، المحور شبه الصغير (ب)                     | 6356752.3142      | [ 7 ]  |
| IERS  | WGS-84 تربيع الانحراف الأول (هـ 2)                          | 0.00669437999014  | [ 7 ]  |
| IERS  | WGS-84 شكل بيضاوي، نصف قطر انحناء قطبي (ج)                  | 6399593.6258      | [ 7 ]  |
| IERS  | WGS-84 ناقص، متوسط نصف القطر لأنصاف المحاور (R 1)           | 6371008.7714      | [ 7 ]  |
| IERS  | WGS-84 القطع الناقص، نصف قطر الكرة من منطقة متساوية (R 2)   | 6371007.1809      | [ 7 ]  |
| IERS  | WGS-84 القطع الناقص، نصف قطر الكرة ذات الحجم المتساوي (R 3) | 6371000.7900      | [ 7 ]  |
|       | GRS 80 شبه المحور الرئيسي (أ)                               | 6378137.0         |        |
|       | GRS 80 المحور شبه الصغير (ب)                                | 6356752.314140    |        |
|       | الأرض الكروية تقريبًا. نصف القطر (R E)                       | 6366707.0195      | [ 19 ] |
|       | نصف قطر الزوال للانحناء عند خط الاستواء                     | 6335439           |        |
|       | الحد الأقصى (قمة شيمبورازو)                                 | 6384400           | [ 10 ] |
|       | الحد الأدنى (قاع المحيط المتجمد الشمالي)                    | 6352800           | [ 10 ] |
|       | متوسط المسافة من المركز إلى السطح                           | 6371230±10        | [ 16 ] |

## التاريخ
أشير إلى حجم الأرض لأول مرة في الأدبيات الإغريقية حوالي عام 350 قبل الميلاد، عندما ذكر أرسطو في كتابه «عن السماوات» أن علماء الرياضيات قد قدروا محيط الأرض بـ 400000 وحدة مسافة. وصف العلماء رقم أرسطو بأنه لم يكن دقيقًا للغاية، بل قد يساوي ضعف القيمة الحقيقية تقريبًا.
تم إجراء أول قياس وحساب علمي معروف لمحيط الأرض بواسطة إراتوستينس في حوالي عام 240 قبل الميلاد. تتراوح تقديرات دقة قياس إراتوستينس من 0.5٪ إلى 17٪. بالنسبة لكل من أرسطو وإراتوستينس، فإن عدم اليقين في دقة تقديراتهم يرجع إلى عدم اليقين الحديث حول طول وحدة المسافة التي يقصدونها.

## مشكلة شكل الأرض
إنّ شَكلَ الأرضِ قَريبٌ جدّاً مِن الشّكِل الكُرَوي المُفَلطَح؛ فالأرضُ مُفلطَحَة عِندَ القُطبين وَمُنبَعِجة عِندَ خَطّ الاستواء، وَسَبَب الانبعاجِ عِندَ خَطّ الاستواء يَعُودُ إلى دَورانِ الأرضِ حَولَ نَفسِها؛ فالقُطُر عِندَ قِياسِهِ فِي مَنطِقَةِ خط الاستواء يَكون أكبر مِن القُطُر المُقاسِ عِندَ القُطبين بِحوالي 43 كم.
عندما يتم تحديد نصف قطر واحد فقط، يفضل الاتحاد الفلكي الدولي (IAU) أن يكون نصف القطر الاستوائي. يوصي الاتحاد الدولي للجيوديسيا والجيوفيزياء (IUGG) بثلاث قيم لنصف قطر الأرض هي:
- المتوسط الحسابي لنصف القطر المقاس عند خط الاستواء والقطبين، ويرمز له بالرمز (R1)
- نصف القطر الذاتي، وهو نصف قطر كرة لها نفس مساحة السطح ويرمز له بالرمز (R2)
- نصف القطر الحجمي، وهو نصف قطر كرة لها نفس حجم الشكل الإهليلجي للأرض، ويرمز له بالرمز (R3).[25]